# Холмец (городской округ Шаховская)
Холмец — деревня в городском округе Шаховская Московской области в 18 км к югу от рабочего посёлка Шаховская и в 170 км к западу от Москвы, на автодороге Р90. Расположена у рек Мутни и Малой Иночи. Ближайшие населённые пункты — деревни Артёмки и Симанково.
В деревне 6 улиц — Вишневая, Дорожная, Лесная, Октябрьская, Солнечная и Центральная. Рядом застраивается одноимённый коттеджный посёлок.
До деревни можно добраться на рейсовых автобусах от посёлка Шаховская.

## Население
| 1859 | 1926 | 2002 | 2006 | 2010 |
| ---- | ---- | ---- | ---- | ---- |
| 355  | ↗513 | ↘107 | ↗175 | ↘160 |

## История
В 1769 году Холмец — деревня Хованского стана Волоколамского уезда Московской губернии в составе владения Коллегии экономии, ранее Левкиева монастыря (более 2000 десятин земли вместе с деревнями Артемкова и Симонкова). В деревне 10 дворов и 23 души.
В середине XIX века деревня Хомнец относилась к 1-му стану Волоколамского уезда и принадлежала Департаменту государственных имуществ. В деревне было 46 дворов, 176 душ мужского пола и 171 душа женского.
В «Списке населённых мест» 1862 года Холмец — казённая деревня 1-го стана Волоколамского уезда Московской губернии по правую сторону Московского тракта, шедшего от границы Зубцовского уезда на город Волоколамск, в 34 верстах от уездного города, при колодце, с 53 дворами и 355 жителями (173 мужчины, 182 женщины).
По данным на 1890 год входила в состав Серединской волости, число душ мужского пола составляло 170 человек.
В 1897 году Холмец становится селом: здесь освящается ныне порушенный деревянный храм во имя святого Николая Чудотворца, перевезенный из Городково.
В 1909 году в селе открывается земская школа. В селении в то время было 72 двора. Среди жителей Холмеца было 58 плотников, что составляло 57 процентов мужского населения.
До самой организации сельхозартели им. Молотова село оставалось с единоличной формой хозяйствования. По материалам Всесоюзной переписи населения 1926 года — центр Холмецкого сельсовета, проживало 513 человек (232 мужчины, 281 женщина), насчитывалось 101 крестьянское хозяйство, имелась начальная школа.
С 1929 года — населённый пункт в составе Шаховского района Московской области.
В советское время в деревне Холмец, расположенной вдоль оживленной трассы, построили типовые дома для тружеников совхоза «Темп», клуб, магазин и библиотеку.
1994—2006 гг. — деревня Дорского сельского округа Шаховского района.
2006—2015 гг. — деревня сельского поселения Серединское Шаховского района.
2015 г. — н. в. — деревня городского округа Шаховская Московской области.